# Elena Maria Bonfanti
Elena Maria Bonfanti (* 9. Juli 1988 in Mailand) ist eine italienische Sprinterin.

## Karriere
Bei den Leichtathletik-U23-Europameisterschaften 2009 erreichte sie im 400-Meter-Lauf mit einer Zeit von 54,80 s den 14. Platz und in der 4 × 400-m-Staffel den fünften Platz.
Bei den Olympischen Sommerspielen 2012 nahm sie an der 4 × 400-m-Staffel teil, wo sie in der Vorrunde ausschied.
Bei den Mittelmeerspielen 2013 gewann sie in der 4 × 400-m-Staffel die Goldmedaille.